# 許書豪
許書豪（英語：Haor，1987年3月12日－），臺灣創作男歌手。畢業於國立中正大學機械工程學系、國立交通大學聲音與音樂創意科技碩士學位學程。
曾參與過A-Lin、許志安、林依晨、品冠等線上藝人的專輯作曲、和聲或吉他等音樂幕後工作，更曾獲得了「軒尼詩V.S.O.P & Sony Music 2013網路選秀大賽」臺灣區冠軍、「2015新光三越第三屆不插電音樂大賽」北區冠軍及全國亞軍。2018年入圍第29屆金曲獎最佳國語男歌手獎。

## 生平
音樂歷程
18歲簽給艾迴，先是擔任詞曲創作人，也當過許多歌手的演唱會和聲。後為艾迴儲備歌手，但在約滿前夕歷經唱片公司改組，使他錯過發片機會。在離開唱片公司後，他考取了街頭藝人證照，從法國巴黎到淡水、西門町、師大小公園跟信義區，都曾是他街頭表演的舞台。
不願放棄歌唱的他靠著自己的力量，節省開銷自己寫歌、製作，在2015年推出第一張獨立發行全製作概念專輯《OUTDO‧不安於適》。後來參加廣播錄影，被同是創作人的陳威全所看重，在2016年與上行娛樂簽約。
從2017年3月開始連續五個月推出單曲，以連載式內容敘述一個愛情故事，並結合五首極具個人風格的創意歌曲。同年10月正式發行第二張連載式+創意式二合一的概念專輯《HOW》，並於2018年入圍第29屆金曲獎「最佳國語男歌手獎」。
2019年6月底發行第三張創作專輯《真心話冒險王 Sound Lab 1》，以與蕭敬騰合作演唱的《別再叫我哥》作為開端，創作靈感取樣自在第29屆金曲獎頒獎典禮上與擔任主持人的蕭敬騰互動橋段；許書豪也親自採集了環境音色製作出如《城市狂響》、《阿君仔》、《半杯水》等以圍繞聲音實驗為主軸的歌曲。另更以內心的聲音《真心話冒險王》一曲道出成年人真心話逐漸消逝的感慨。專輯中最後一首《但願人長久》則融合了中國風與Future R&B，找來徐若瑄合唱，將經典的「但願人長久」改作新潮曲風。
音樂類型
作品結合Fusion、Funk、Folk及R&B四種曲風。
以木吉他碰撞Funky的衝突，打破民謠固有的溫暖印象；搭以R&B的唱腔，詮釋出獨一無二的豪式曲風。
作品多在訴說對現代生活與都市人之間的關係與體悟，簡單而豐富、悠哉卻繁忙，如2015年發行之全製作概念專輯《不安於適》中以輕鬆的歌詞諷刺資訊爆炸及時事的《安靜的小孩》、曾長期在街頭表演有感而發的《異樣眼光》，以及自身追夢過程經歷不斷跌倒與爬起的《路轉人不轉》。
在2017年發行的《HOW》中，加入了多首以往較少發表的情歌，以連載式內容敘述一個邂逅女孩的愛情故事。而在創意歌曲中，探討了許多現今社會常見的問題，像是現代人習慣滑手機造成文明病的《金魚腦》，以及空氣污染議題創作出的《懸浮粒子》。
歌迷名稱
官方粉絲名為「豪孩子」。許書豪的音樂就是他的孩子，而豪孩子是因為他的音樂結識、熟悉彼此的一群人。

## 音樂作品

### 個人作品

#### 專輯
| 專輯 # | 專輯名稱         | 發行公司 | 發行日期   | 曲目 |
| ------ | ---------------- | -------- | ---------- | --- |
| 1st    | 《不安於適》     | 種子音樂 | 2015年11月 | 曲目 1. 突Intro 2. If I Could 3. 安靜的小孩 4. 異樣眼光 5. 疲憊感 6. 外冷內熱 7. 那就不要了 8. 路轉人不轉 9. 蓋亞的心跳 10. 破Outro |
| 2nd    | 《HOW》          | 上行娛樂 | 2017年10月 | 曲目 1. 女巫(三立華劇真情之家插曲) 2. 不畏誰 3. 失戀是生命的常態(三立華劇真情之家插曲) 4. 過一陣子打給你 5. 備胎 6. 內心戲(三立華劇真情之家片頭曲) 7. 懸浮粒子 8. 金魚腦 9. 愛上一個女孩(三立華劇真情之家插曲) 10. 轉移話題(三立華劇真情之家插曲) |
| 3rd    | 《真心話冒險王》 | 上行娛樂 | 2019年6月  | 曲目 1. 城市狂響 2. 不好說 3. 半杯水 4. 別再叫我哥(feat. 蕭敬騰) 5. 不再打擾你 6. 阿君仔 7. 就讓它漸漸死吧 8. 聽不見你 9. 真心話冒險王 10. 但願人長久(feat. 徐若瑄)                                                                               |
| 4th    | 《最美的地方》   | 華納音樂 | 2023年4月  | 曲目 1. 一天忘了一點 2. 最美的地方 3. 區塊戀愛 4. 別離開好嗎 5. 小朋友才做選擇(feat. 韋禮安) 6. 廁所醒過來 7. Try To Love You 8. 請勿打擾 9. 有蟲在你上面 10. 幾千萬秒鐘 11. 帶著你的笑容 12. 一毫米                                              |

#### EP
| 專輯 # | 專輯名稱             | 發行公司 | 發行日期   | 曲目                                                                                   |
| ------ | -------------------- | -------- | ---------- | -------------------------------------------------------------------------------------- |
| 1st    | 《[Nonstop]》        | 玩轉音樂 | 2020年12月 | 曲目 1. Start It ! 2. Trial & Error 3. Fast Combo 4. Pause                             |
| 2nd    | 《[Senses]》感官四入 | 華納音樂 | 2022年2月  | 曲目 1. What Should I 2. 香香的 3. Watch Me 4. Touch Control(韓劇《現正分手中》片頭曲) |

#### 單曲
- 2013年：《換夢線》[3]
- 2016年：《跑馬燈》
- 2018年：《留言寫歌》（音樂會LIVE版）、《備胎/金魚腦》（音樂會LIVE版）、《陽明山/Siri》（音樂會LIVE版）
- 2019年：《白色願望》
- 2020年：《But She Likes》、《你好嗎》、《6分滿》
- 2021年：《Love, Yolo》、《香香的》
- 2022年：《逼瓦特》
- 2024年：《是愛還是惡作劇》
- 2024年：《前方向右急轉彎》

### 幕後作品（公開發行）
| 發行日期   | 演唱者               | 曲目                           | 製作部分           | 備註               |
| 2008/5/16  | 許書豪               | 不能說的愛你                   | 曲/和聲編寫/和聲   | 蜂蜜幸運草插曲     |
| 2008/5/16  | 李國毅               | Be My King                     | 曲                 |                    |
| 2009/6/22  | 許志安               | 比翼雙飛                       | 曲                 |                    |
| 2009/7/10  | 林依晨               | 愛                             | 曲                 |                    |
| 2013/11/1  | 唐從聖               | 臨時演員                       | 和聲編寫/和聲      |                    |
| 2014/8/6   | 黃啟銘               | 看不見的愛                     | 和聲編寫/和聲      |                    |
| 2014/8/6   | 黃啟銘               | 多年以後                       | 和聲編寫/和聲      |                    |
| 2014/11/28 | 李煒                 | 只是懷舊不是懷念               | 和聲編寫/和聲      |                    |
| 2014/11/28 | 李煒                 | 狂奔的天空                     | 和聲編寫/和聲      |                    |
| 2014/12/30 | A-Lin                | 我值得                         | 吉他               |                    |
| 2014/12/30 | A-Lin                | 我笑到都哭了                   | 吉他/和聲          |                    |
| 2014/12/30 | A-Lin                | 最後的晚餐                     | 和聲               |                    |
| 2014/12/30 | TFP無限融合樂團      | 小米酒                         | 和聲               |                    |
| 2015/6/18  | 宋健彰（彈頭）       | 想你彼一眠 - 想你就寫信 台語版 | 和聲編寫/和聲      |                    |
| 2015/6/18  | 邱凱偉Darren         | 愛越遠越重                     | 和聲編寫/和聲      |                    |
| 2015/9/19  | 品冠                 | 最後才學會                     | 和聲編寫/和聲      |                    |
| 2015/9/19  | 品冠                 | 越愛越配                       | 和聲編寫/和聲      |                    |
| 2016/1/5   | 張博林               | 什麼都不要                     | 詞曲               |                    |
| 2016/11/11 | 車志立               | 讓你走                         | 詞/曲/編曲         |                    |
| 2016/11/11 | 車志立               | 門不當戶不對                   | 詞/曲/編曲         |                    |
| 2016/11/11 | 車志立               | 放克泡麵                       | 詞/曲/編曲         |                    |
| 2016/11/11 | 車志立               | 只怕想家                       | 編曲               |                    |
| 2016/12/16 | 田亞霍               | 不要再見面                     | 和聲               |                    |
| 2016/12/23 | 家家                 | 愛人的自我修養                 | 和聲編寫/和聲      |                    |
| 2016/12/23 | 李國毅               | 唯一                           | 和聲編寫/和聲      |                    |
| 2016/12/30 | 林正                 | 罐頭工廠                       | 編曲               |                    |
| 2016/12/30 | 信                   | 說說臉                         | 和聲               |                    |
| 2016/12/30 | 信                   | 掌紋算命                       | 和聲               |                    |
| 2017/1/16  | 范瑋琪               | 在幸福的路上                   | 和聲               |                    |
| 2017/6/22  | 張信哲               | 說                             | 和聲編寫           |                    |
| 2017/5/19  | 聖結石               | 真的不想嘴                     | 編曲               |                    |
| 2017/7/13  | SpeXial              | 想飛                           | 編曲               | 終極三國2017插曲   |
| 2017/9/23  | 張韶涵               | 淋雨一直走                     | 編曲               | 2017巡演版         |
| 2017/9/23  | 張韶涵               | 親愛的那不是愛情               | 編曲               | 2017巡演版         |
| 2017/10/6  | 陳零九               | 禾必                           | 編曲               |                    |
| 2018/2/15  | 聖結石               | 朋友BANG不見                   | 和聲編寫/和聲      |                    |
| 2018/4/20  | 許明杰               | 如果我們                       | 和聲編寫/和聲      | 網路劇半熟少年插曲 |
| 2019/3/15  | 泳 兒                | 明日花                         | 編曲               |                    |
| 2019/9/6   | 陳零九               | 聊傷                           | 製作/編曲          |                    |
| 2020/1/5   | 謝和弦               | 妳曾經讓我心動                 | 編曲               |                    |
| 2020/8/18  | 呂士軒               | 高分貝                         | 製作/編曲          |                    |
| 2020/12/4  | 大元                 | 數到3之後                      | 製作/編曲          |                    |
| 2021/5/12  | 畢書盡               | 看見愛情                       | 編曲/和聲編寫/和聲 |                    |
| 2022/9/9   | 韋禮安 (feat.徐佳瑩) | 不得不                         | 曲/編曲            |                    |

### 廣告歌曲
| 年份 | 演唱者        | 曲目                 | 製作部分         | 備註               |
| 2015 | 許書豪        | 台灣中油服務無所不在 | 編曲/演唱        | 台灣中油主題曲     |
| 2018 | 廖文強/江松霖 | 王的品格             | 編曲/和聲編寫    | 王品企業形象歌曲   |
| 2018 | 眾藝人網紅    | The Way of Love      | 曲/製作人/演唱   | LUVE主題曲         |
| 2018 | 許書豪        | 來手啤酒吧           | 詞曲/製作人/演唱 | 誠品啤酒節主題曲   |
| 2018 | 許書豪        | 泉因為你             | 詞曲/製作人/演唱 | 新北市溫泉節主題曲 |

## 其他作品
- 2018年5月8日，節目《Haor Life Tour》每週二在LUVE平台播出。[4]

## 表演經歷
- 2013年：貢寮海洋音樂祭海洋大賞30強、春浪大賞10強、花博星聲音創作組10強[5]
- 2014年：墾丁春天吶喊、上海軒尼詩炫音之樂、草地音樂派對
- 2015年：許書豪新計劃音樂會@女巫、HAOR許書豪《OUTDO 不安於適》首發簽唱會@The Wall
- 2016年：許書豪“Hao-r -u” Mini Concert【Legacy mini@amba】、簡單生活節、抱抱節
- 2017年：許書豪「How Do You Feel」音樂會@河岸留言西門紅樓展覽館、桃園跨年晚會
- 2018年：許書豪「TURN ON」音樂會@LUVE Studio、MTV最強音、苗栗海洋音樂祭、台北河岸音樂季、Mercedes-Benz 台灣勞倫斯公益籃球賽[6]、新北耶誕城、屏東跨年晚會、嘉義跨年晚會
- 2019年: 屏東三大日音樂節、108全大運選手之夜、GMA金曲星聲代、花蓮夏戀嘉年華、蘇澳冷泉季、金門夏日音樂祭、日本東京代代木Taiwan Festa 2019、8/10@Legacy台北專場演唱會、出口音樂節、舊鐵橋草地音樂晚會、金門跨年晚會
- 2020年：2020超級巨星紅白藝能大賞[7]、台北燈節東區主燈啟動儀式、新北市綠生活音樂節、2020澎湖國際海灣燈光節、新北耶誕城、花蓮跨年晚會

## 合作演出
| 年份 | 歌手                 | 演唱會場次                      | 參與項目   |
| 2012 | 小康妮 Connie Talbot | 台北耶誕音樂會                  | 吉他       |
| 2013 | A-Lin                | Feel-Lin巡迴演唱會              | 和聲       |
| 2013 | 信                   | 信由心聲 溫哥華拉闊演唱會       | 和聲       |
| 2015 | 黃啟銘               | 看不見的愛音樂會                | 和聲、吉他 |
| 2016 | 張智成               | 〈Happy Z-Day〉音樂會           | 和聲       |
| 2016 | 鍾漢良               | 「樂作人生」巡迴演唱會          | 和聲       |
| 2016 | 劉若英               | 我敢Renext 世界巡迴演唱會       | 和聲       |
| 2017 | 林宥嘉               | The Great YOGA 巡迴演唱會(杭州) | 和聲       |
| 2017 | 周興哲               | 情人節，你好不好 演唱會         | 和聲       |
| 2017 | 謝銘祐               | 舊年 音樂會                     | 和聲       |

## 獎項

### 金曲獎
| 年份   | 金曲獎       | 獎項             | 專輯名稱 | 唱片公司 | 結果 |
| ------ | ------------ | ---------------- | -------- | -------- | ---- |
| 2018年 | 第29屆金曲獎 | 最佳國語男歌手獎 | 《HOW》  | 上行娛樂 | 提名 |

### 其他獎項
- 2009年：Feelings盃彈唱大賽獨唱組第三名
- 2010年：飛聆盃校際彈唱大賽個人組第二名
- 2011年：風韻民歌大賽詞曲創作組冠軍
- 2013年：「軒尼詩V.S.O.P & Sony Music 2013網路選秀大賽」台灣區冠軍[9][10]
- 2015年：「2015新光三越第三屆不插電音樂大賽」北區冠軍、全國亞軍[11]

## 註腳
1. ↑  YouTube上的許書豪 HAOR 陳樂融‧銀河面對面，始於3分35秒 - iwantradio 銀河網路電台（2016年1月15日）
2. ↑  【鏡大咖】一個理工腦與他所熱愛的算式 許書豪 （页面存档备份，存于） - 鏡週刊（2018.08.10 18:00）
3. ↑  許書豪《換夢線》MV - hvsopsonymusic（2013年11月25日）
4. ↑  許書豪教堂前拍片　爺爺亂入竟因「想找打賞箱」 （页面存档备份，存于） - 三立新聞網（2018/05/04 15:44:00）
5. ↑  花博星聲音創作十強 （页面存档备份，存于） - 2013花博星聲音
6. ↑  創作歌手許書豪 出席籃球公益賽一展球技驚艷全場 （页面存档备份，存于） - Wow!NEWS新聞網（2018/09/02 00:12）
7. ↑   - TTV 台視官方頻道 TTV Official Channel（2020/01/24）
8. ↑  【金曲29】金曲歌王新面孔　許書豪落榜卻知名度大開 （页面存档备份，存于） - 鏡週刊（2018.06.24 15:39）
9. ↑  許書豪網路選秀奪冠 評審戴愛玲稱讚 （页面存档备份，存于） - 大紀元時報（2013年09月27日）
10. ↑  網路選秀冠軍 許書豪2年比賽20餘場 （页面存档备份，存于） - Yahoo奇摩新聞（2013年9月28日 上午9:43）
11. ↑  現場直擊：第三屆新光三越「不插電音樂季」 決賽回顧 （页面存档备份，存于） - Blow 吹音樂（2015-09-02）

## 外部連結
- Haor 許書豪的Facebook專頁
- Haor 許書豪的Instagram帳戶
- HAOR許書豪的新浪微博
- YouTube上的Haor 許書豪頻道
- Haor 許書豪 （页面存档备份，存于） - StreetVoice
- 許書豪Haor （页面存档备份，存于） - 愛貝克思官方網站